# Miraumont
 Miraumont  es una población y comuna francesa, en la región de Picardía, departamento de Somme, en el distrito de Péronne y cantón de Albert.

## Historia
Población fronteriza con los Países Bajos de los Habsburgo, fue saqueada y quemada por tropas imperiales y españolas en 1532, el 27 de agosto de 1553 y en 1636.

## Demografía
| 684 | 680 | 671 | 695 | 632 | 655 |
| Para los censos de 1962 a 1999 la población legal corresponde a la población sin duplicidades (Fuente: INSEE [Consultar]) |     |     |     |     |     |